# Sarpsborg Fotballklubb
Il Sarpsborg Fotballklubb è una società calcistica norvegese con sede nella città di Sarpsborg. Milita nella 4. divisjon, la quinta divisione del campionato norvegese.
Nella sua storia, giocò dodici finali di Norgesmesterskapet. In sei di queste, si aggiudicò il trofeo. Il calciatore Harry Yven giocò quattro di queste sei partite, la prima a diciassette anni nel 1929 e l'ultima a trentasette nel 1949. Un altro periodo florido per la squadra fu attorno agli anni settanta, quando il Sarpsborg partecipò anche ad un'edizione della Coppa delle Fiere.
Il club giocò nella Fair Play ligaen fino al 2007. Dopo quella stagione, la squadra si fuse con i rivali cittadini dello Sparta Sarpsborg per formare una nuova società, il Sarpsborg Sparta Fotballklubb. Il Sarpsborg Sparta prese il posto dello Sparta Sarpsborg nel sistema calcistico norvegese e poté giocare così nell'Adeccoligaen. Questo club cambiò poi nome e diventò poi Sarpsborg 08 Fotballforening.
Il Sarpsborg Fotballklubb non cessò però di esistere: nel 2008 formò una nuova squadra che ricominciò a giocare dalla 4. divisjon.

## Palmarès

### Competizioni nazionali
- Coppa di Norvegia: 6

1917, 1929, 1939, 1948, 1949, 1951

### Altri piazzamenti
- Campionato norvegese:

Terzo posto: 1964, 1965
- Coppa di Norvegia:

Finalista: 1906, 1907, 1925, 1934, 1935, 1964
Semifinalista: 1912, 1920, 1921, 1928, 1940, 1945, 1946, 1947, 1950, 1954, 1957, 1962, 1971, 1972
- 4. divisjon:

Secondo posto: 2015